# Чёлховское сельское поселение
Чёлховское сельское поселение — муниципальное образование в западной части Климовского района Брянской области.
Административный центр — село Чолхов.

## История
Образовано в результате проведения муниципальной реформы в 2005 году, путём слияния дореформенных Чолховского, Гетманобудского и части Куршановичского сельсоветов.

## Население
| 2010  | 2011  | 2012  | 2013  | 2014  | 2015  | 2016  | 2017  | 2018  |
| ----- | ----- | ----- | ----- | ----- | ----- | ----- | ----- | ----- |
| 1558  | ↘1550 | ↘1490 | ↘1409 | ↘1309 | ↘1268 | ↘1232 | ↘1202 | ↘1187 |
| 2019  | 2020  | 2021  |       |       |       |       |       |       |
| ↘1161 | ↘1115 | ↗1121 |       |       |       |       |       |       |

## Состав сельского поселения
| №  | Населённый пункт | Тип населённого пункта       | Население |
| -- | ---------------- | ---------------------------- | --------- |
| 1  | Быстра           | деревня                      | →1        |
| 2  | Вага             | посёлок                      | →0        |
| 3  | Гетманская Буда  | село                         | ↘296      |
| 4  | Ильич            | посёлок                      | →0        |
| 5  | Крапивна         | село                         | ↘230      |
| 6  | Куршановичи      | село                         | ↘196      |
| 7  | Марковщина       | посёлок                      | →0        |
| 8  | Фоевичи          | село                         | ↘216      |
| 9  | Чолхов           | село, административный центр | ↘411      |
| 10 | Ясеновка         | деревня                      | ↘59       |